# Upsalquitch River
Der Upsalquitch River ist ein rechter Nebenfluss des Restigouche River (Rivière Ristigouche) im Norden der kanadischen Provinz New Brunswick. 
Der Upsalquitch River entsteht bei Upsalquitch Forks am Zusammenfluss seiner beiden Quellflüsse  Northwest und Southeast Upsalquitch River – 35 km südlich von Campbellton.
Der Upsalquitch River durchfließt den Restigouche County in nordwestlicher Richtung. Er mündet schließlich 10 km südlich von Matapédia in den Restigouche River. 
Der Upsalquitch River hat eine Länge von etwa 40 km. Das Einzugsgebiet umfasst ungefähr 2270 km². Der mittlere Abfluss beträgt 41 m³/s.